# Dansk Melodi Grand Prix 2024
La cinquantaquattresima edizione del Dansk Melodi Grand Prix si è tenuta il 17 febbraio 2024 presso il DR Koncerthuset di Copenaghen e ha selezionato il rappresentante della Danimarca all'Eurovision Song Contest 2024.
La vincitrice è stata Saba con Sand.

## Organizzazione
Il 12 maggio 2023 l'emittente radiotelevisiva DR ha confermato la partecipazione della Danimarca all'Eurovision Song Contest 2024 a Malmö e l'organizzazione della cinquantaquattresima edizione del Dansk Melodi Grand Prix, competizione musicale tradizionalmente utilizzata per la scelta del rappresentante nazionale. Dal 29 agosto al 27 ottobre 2023 gli artisti interessati hanno potuto inviare le proprie proposte all'emittente.
Il festival si terrà in un'unica serata il 17 febbraio 2024 al DR Koncerthuset di Copenaghen con la conduzione di Sara Bro e Stéphanie Surrugue. Il voto è stato suddiviso in due fasi: una combinazione di una giuria internazionale composta da 20 membri e il voto del pubblico, ha decretatp le prime tre canzoni qualificate; i risultati sono stati quindi stati azzerati e un secondo round di votazione, sempre utilizzando il medesimo sistema di voto, ha decretato il vincitore. Il televoto avverrà via SMS e app ufficiale della competizione. Per il quinto anno consecutivo, le esibizioni dal vivo sono state accompagnate dall'orchestra di DR.

## Partecipanti
DR ha selezionato gli 8 partecipanti e i relativi brani fra le 600 proposte ricevute, annunciati e presentati il 25 gennaio 2024. Fra i concorrenti c'è anche Basim che ha precedentemente rappresentato il paese all'Eurovision Song Contest 2014.
| Artista      | Titolo                | Lingua  | Compositori |
| ------------ | --------------------- | ------- | --- |
| Aura Dione   | Mirrorball of Hope    | Inglese | Kenneth Alexander Nicolaisen, Maria Louise Joensen, Michelle Leonard                                                   |
| Basim        | Johnny                | Inglese | Anis Basim Moujahid, Frederik Nordsø, Frej Randrup Lund                                                                |
| Chu Chu      | The Chase (Zoom Zoom) | Inglese | Amy Larsen, Christopher Snitkjær, Emma Lincoln, Merle Pi Madsen, Nina Vejen Henriksen                                  |
| Janus Wiberg | I Need Your Love      | Inglese | Danny Baludrsson, Janus Wiberg, Marius Ziska, Nick Tsang, Simun Dam, Søren Balsner                                     |
| RoseeLu      | Real Love             | Inglese | Anders Bønløkke, Anders Stig Gehrt Nielsen, Jakob Groth Bastiansen, Joachim Ersgaard, Rosa Frydensbjerg, Stine Bramsen |
| Saba         | Sand                  | Inglese | Jonas Thander, Melanie Wehbe, Pil Kalinka Nygaard Jeppesen                                                             |
| Stella       | Sign Here             | Inglese | Sophie Darum, Søren Christensen, Tim Schou                                                                             |
| Ublu         | Planetary Hearts      | Inglese | Adam Spanggaard Saarup, Andreas Darger, Emil Emborg, Frej Fogh Darger, Marie Rørbæk, Martina Nielsen                   |

## Finale
La finale si è tenuta il 17 febbraio 2024 presso il DR Koncerthuset di Copenaghen ed è stata presentata da Sara Bro e Stéphanie Surrugue. L'ordine d'uscita è stato reso noto il 4 febbraio 2024.
In seguito alla somma delle votazioni Saba, Basim e Janus Wiberg hanno avuto accesso alla superfinale, dove la giuria e il televoto hanno proclamato Saba con Sand vincitrice della manifestazione.
| # | Artista      | Titolo                | Posizione |
| - | ------------ | --------------------- | --------- |
| 1 | Saba         | Sand                  | 1         |
| 2 | Stella       | Sign Here             | 8         |
| 3 | Chu Chu      | The Chase (Zoom Zoom) | 5         |
| 4 | Basim        | Johnny                | 3         |
| 5 | RoseeLu      | Real Love             | 7         |
| 6 | Ublu         | Planetary Hearts      | 4         |
| 7 | Janus Wiberg | I Need Your Love      | 2         |
| 8 | Aura Dione   | Mirrorball of Hope    | 6         |

### Superfinale
| # | Artista      | Titolo           | Punteggio | Punteggio | Punteggio | Posizione |
| # | Artista      | Titolo           | Giuria    | Televoto  | Totale    | Posizione |
| - | ------------ | ---------------- | --------- | --------- | --------- | --------- |
| 1 | Saba         | Sand             | 22%       | 15%       | 37%       | 1         |
| 2 | Basim        | Johnny           | 15%       | 19%       | 34%       | 2         |
| 3 | Janus Wiberg | I Need Your Love | 13%       | 16%       | 29%       | 3         |